# Léning
Léning – miejscowość i gmina we Francji, w regionie Grand Est, w departamencie Mozela.
Według danych na rok 1990 gminę zamieszkiwało 205 osób, a gęstość zaludnienia wynosiła 32 osoby/km² (wśród 2335 gmin Lotaryngii Léning plasuje się na 840. miejscu pod względem liczby ludności, natomiast pod względem powierzchni na miejscu 885.).